# Alex Rodrigo Dias da Costa
Alex Rodrigo Dias da Costa (n. 17 iunie 1982), cunoscut simplu ca Alex, este un fotbalist brazilian retras din activitate care a evoluat pe postul de fundaș central.

## Statistici carieră
La 12 mai 2013..
| Club                | Sezon   | Campionat | Campionat | Cupă    | Cupă   | Cupa Ligii | Cupa Ligii | Europa  | Europa | Altele  | Altele | Total   | Total  |
| Club                | Sezon   | Meciuri   | Goluri    | Meciuri | Goluri | Meciuri    | Goluri     | Meciuri | Goluri | Meciuri | Goluri | Meciuri | Goluri |
| ------------------- | ------- | --------- | --------- | ------- | ------ | ---------- | ---------- | ------- | ------ | ------- | ------ | ------- | ------ |
| Santos              | 2002    | 19        | 3         | —       | —      | —          | —          | —       | —      | —       | —      | 19      | 3      |
| Santos              | 2003    | 34        | 9         | —       | —      | —          | —          | —       | —      | —       | —      | 34      | 9      |
| Santos              | 2004    | 4         | 0         | —       | —      | —          | —          | —       | —      | —       | —      | 4       | 0      |
| Santos              | Total   | 57        | 12        | —       | —      | —          | —          | —       | —      | —       | —      | 57      | 12     |
| PSV Eindhoven       | 2004–05 | 27        | 3         | —       | —      | —          | —          | 13      | 2      | —       | —      | 40      | 5      |
| PSV Eindhoven       | 2005–06 | 28        | 2         | —       | —      | —          | —          | 7       | 0      | —       | —      | 35      | 2      |
| PSV Eindhoven       | 2006–07 | 29        | 6         | 2       | 1      | —          | —          | 8       | 2      | —       | —      | 39      | 9      |
| PSV Eindhoven       | Total   | 84        | 11        | 2       | 1      | —          | —          | 28      | 4      | —       | —      | 114     | 16     |
| Chelsea             | 2007–08 | 28        | 2         | 2       | 0      | 3          | 0          | 6       | 1      | —       | —      | 39      | 3      |
| Chelsea             | 2008–09 | 24        | 2         | 6       | 1      | 2          | 0          | 9       | 1      | —       | —      | 41      | 4      |
| Chelsea             | 2009–10 | 16        | 1         | 6       | 0      | 1          | 0          | 2       | 0      | 1       | 0      | 26      | 1      |
| Chelsea             | 2010–11 | 15        | 2         | —       | —      | 1          | 0          | 4       | 0      | —       | —      | 20      | 2      |
| Chelsea             | 2011–12 | 3         | 0         | —       | —      | 3          | 0          | 3       | 0      | —       | —      | 9       | 0      |
| Chelsea             | Total   | 86        | 7         | 14      | 1      | 10         | 1          | 24      | 2      | 1       | 0      | 135     | 11     |
| Paris Saint-Germain | 2011–12 | 15        | 2         | 1       | 0      | —          | —          | —       | —      | —       | —      | 16      | 2      |
| Paris Saint-Germain | 2012–13 | 24        | 2         | 1       | 0      | —          | —          | 9       | 2      | 5       | 0      | 39      | 4      |
| Paris Saint-Germain | 2013–14 | 0         | 0         | 0       | 0      | —          | —          | 0       | 0      | 1       | 1      | 1       | 1      |
| Paris Saint-Germain | Total   | 39        | 4         | 2       | 0      | —          | —          | 9       | 2      | 6       | 1      | 56      | 7      |
| Total               | Total   | 266       | 34        | 18      | 2      | 10         | 1          | 61      | 8      | 7       | 1      | 362     | 46     |

### Internațional
| Echipa națională | Club                | Sezon     | Ap. | Goluri |
| ---------------- | ------------------- | --------- | --- | ------ |
| Brazilia         | Santos              | 2003      | 5   | 0      |
| Brazilia         | Santos              | 2004      | 0   | 0      |
| Brazilia         | PSV Eindhoven       | 2004–2005 | 0   | 0      |
| Brazilia         | PSV Eindhoven       | 2005–2006 | 0   | 0      |
| Brazilia         | PSV Eindhoven       | 2006–2007 | 9   | 0      |
| Brazilia         | Chelsea             | 2007–2008 | 3   | 0      |
| Brazilia         | Chelsea             | 2008–2011 | 0   | 0      |
| Brazilia         | Paris Saint-Germain | 2012      | 0   | 0      |
| Total            | Total               | Total     | 17  | 0      |

### Goluri internaționale
| Meciuri și goluri internaționale | Meciuri și goluri internaționale | Meciuri și goluri internaționale | Meciuri și goluri internaționale | Meciuri și goluri internaționale | Meciuri și goluri internaționale | Meciuri și goluri internaționale                                       |
| #                                | Data                             | Stadion                          | Oponent                          | Rezultat                         | Gol                              | Competiție                                                             |
| 2003                             | 2003                             | 2003                             | 2003                             | 2003                             | 2003                             | 2003                                                                   |
| -------------------------------- | -------------------------------- | -------------------------------- | -------------------------------- | -------------------------------- | -------------------------------- | ---------------------------------------------------------------------- |
| 1.                               | 13 iulie 2003                    | Mexico City, Mexic               | Mexic                            | 0–1                              | 0                                | CONCACAF Gold Cup 2003 (Brazilia U-23)                                 |
| 2.                               | 16 iulie 2003                    | Mexico City, Mexic               | Honduras                         | 2–1                              | 0                                | CONCACAF Gold Cup 2003 (Brazilia U-23)                                 |
| 3.                               | 19 iulie 2003                    | Miami, United States             | Columbia                         | 2–0                              | 0                                | CONCACAF Gold Cup 2003 (Brazilia U-23)                                 |
| 4.                               | 23 iulie 2003                    | Miami, United States             | Statele Unite ale Americii       | 2–1                              | 0                                | CONCACAF Gold Cup 2003 (Brazilia U-23)                                 |
| 5.                               | 27 iulie 2003                    | Mexico City, Mexico              | Mexic                            | 0–1                              | 0                                | CONCACAF Gold Cup 2003 (Brazilia U-23)                                 |
|                                  | 15 noiembrie 2003                | São Paulo, Brazil                | Corinthians                      | 2–0                              | 0                                | Amical neoficial (Brazilia U-23)                                       |
|                                  | 18 noiembrie 2003                | Santos, Brazil                   | Santos                           | 3–1                              | 0                                | Amical neoficial (Brazilia U-23)                                       |
| 2004                             |                                  |                                  |                                  |                                  |                                  |                                                                        |
|                                  | 7 ianuarie 2004                  | Concepción, Chile                | Venezuela                        | 4–0                              | 0                                | Calificările pentru Jocurile Olimpice de vară din 2004 (Brazilia U-23) |
|                                  | 9 ianuarie 2004                  | Concepción, Chile                | Paraguay                         | 3–0                              | 0                                | Calificările pentru Jocurile Olimpice de vară din 2004 (Brazilia U-23) |
|                                  | 11 ianuarie 2004                 | Concepción, Chile                | Uruguay                          | 1–1                              | 0                                | Calificările pentru Jocurile Olimpice de vară din 2004 (Brazilia U-23) |
|                                  | 15 ianuarie 2004                 | Concepción, Chile                | Chile                            | 1–1                              | 1                                | Calificările pentru Jocurile Olimpice de vară din 2004 (Brazilia U-23) |
|                                  | 18 ianuarie 2004                 | Valparaíso, Chile                | Columbia                         | 3–0                              | 1                                | Calificările pentru Jocurile Olimpice de vară din 2004 (Brazilia U-23) |
|                                  | 21 ianuarie 2004                 | Valparaíso, Chile                | Argentina                        | 0–1                              | 0                                | Calificările pentru Jocurile Olimpice de vară din 2004 (Brazilia U-23) |
|                                  | 23 ianuarie 2004                 | Viña del Mar, Chile              | Chile                            | 3–1                              | 0                                | Calificările pentru Jocurile Olimpice de vară din 2004 (Brazilia U-23) |
|                                  | 25 ianuarie 2004                 | Viña del Mar, Chile              | Paraguay                         | 0–2                              | 0                                | Calificările pentru Jocurile Olimpice de vară din 2004 (Brazilia U-23) |
| 2005–2006                        |                                  |                                  |                                  |                                  |                                  |                                                                        |
|                                  | 6 septembrie 2005                | Sevilla, Spain                   | Sevilla FC                       | 1–1                              | 0                                | Amical neoficial                                                       |
| 2006–2007                        |                                  |                                  |                                  |                                  |                                  |                                                                        |
| 6.                               | 16 august 2006                   | Oslo, Norway                     | Norvegia                         | 1–1                              | 0                                | Meci amical                                                            |
| 7.                               | 5 septembrie 2006                | London, England                  | Țara Galilor                     | 2–0                              | 0                                | Meci amical                                                            |
|                                  | 7 octombrie 2006                 | Kuwait City, Kuwait              | Al Kuwait Selection              | 4–0                              | 0                                | Amical neoficial                                                       |
| 8.                               | 5 iunie 2007                     | Dortmund, Germany                | Turcia                           | 0–0                              | 0                                | Meci amical                                                            |
| 9.                               | 26 iunie 2007                    | Puerto Ordaz, Venezuela          | Mexic                            | 0–2                              | 0                                | Copa América 2007                                                      |
| 10.                              | 1 iulie 2007                     | Maturín, Venezuela               | Chile                            | 3–0                              | 0                                | Copa América 2007                                                      |
| 11.                              | 4 iulie 2007                     | Puerto la Cruz, Venezuela        | Ecuador                          | 1–0                              | 0                                | Copa América 2007                                                      |
| 12.                              | 7 iulie 2007                     | Puerto la Cruz, Venezuela        | Chile                            | 6–1                              | 0                                | Copa América 2007                                                      |
| 13.                              | 10 iulie 2007                    | Maracaibo, Venezuela             | Uruguay                          | 2–2                              | 0                                | Copa América 2007                                                      |
| 14.                              | 15 iulie 2007                    | Maracaibo, Venezuela             | Argentina                        | 3–0                              | 0                                | Copa América 2007                                                      |
| 2007–2008                        |                                  |                                  |                                  |                                  |                                  |                                                                        |
| 15.                              | 21 noiembrie 2007                | São Paulo, Brazilia              | Uruguay                          | 2–1                              | 0                                | Calificările pentru Campionatul Mondial de Fotbal 2010                 |
| 16.                              | 6 februarie 2008                 | Dublin, Irlanda                  | Republica Irlanda                | 1–0                              | 0                                | Meci amical                                                            |
| 17.                              | 26 martie 2008                   | Londra, Anglia                   | Suedia                           | 1–0                              | 0                                | Meci amical                                                            |

## Palmares
Santos
- Campeonato Brasileiro Série A: 2002, 2004

PSV
- Eredivisie: 2004–05, 2005–06, 2006–07
- KNVB Cup: 2004–05

Chelsea
- Premier League: 2009–10
- FA Cup: 2009, 2010
- FA Community Shield: 2009

Paris Saint-Germain
- Ligue 1: 2012–13
- Trophée des champions: 2013

Brazil
- Copa América: 2007
- CONCACAF Gold Cup: Silver 2003